# Esther Ratugi
Esther Ratugi (11 de febrero de 1988) es una deportista keniana que compitió en judo. Ganó una medalla de plata en el Campeonato Africano de Judo de 2013 en la categoría abierta.

## Palmarés internacional
| Campeonato Africano | Campeonato Africano | Campeonato Africano | Campeonato Africano |
| Año                 | Lugar               | Medalla             | Categoría           |
| ------------------- | ------------------- | ------------------- | ------------------- |
| 2013                | Maputo (Mozambique) | Medalla de plata    | Abierta             |